# Saint-Alban-les-Eaux
Saint-Alban-les-Eaux és un municipi francès situat al departament del Loira i a la regió d'Alvèrnia-Roine-Alps. L'any 2019 tenia 934 habitants.
El municipi va ser creat el 1866 quan el turisme termal es va desenvolupar a l'entorn de quatre fonts d'aigua mineral, ja conegudes pels romans. Després de la segona guerra mundial, el turisme termal va decaure però hi romanen uns edificis notables de la Belle Époque.

## Demografia
El 2007 tenia 935 habitants. Hi havia 355 famílies de les quals 92 eren unipersonals. Hi havia 439 habitatges. La població ha evolucionat segons el següent gràfic:

## Economia
El 2007 la població en edat de treballar era de 553 persones, de les quals 409 eren actives. Hi havia gairebé quaranta empreses: una mica d'indústria però sobretot empreses de serveis i de construcció locals. Té una escola elemental. La principal empresa, Refresco, embotella aigua mineral, entre d'altres per a Pepsi Cola i Badoit. El 2018 hi treballaven uns dos-cents cinquanta persones.
L'any 2000 hi havia deu explotacions agrícoles que conreaven un total de 171 hectàrees.